# Pijijiapan
Pijijiapan est une municipalité du Chiapas, au Mexique. Elle couvre une superficie de 2 223,3 km2 et compte 53 525 habitants en 2015.